# Fortí a la talaia de Llixem
El Fortí a la talaia de Llixem és una obra del Pinell de Brai (Terra Alta) declarada Bé Cultural d'Interès Nacional.

## Descripció
Torre fusellera situada en un turó a la vora del riu Ebre, entre els termes del Pinell de Brai i Miravet. Per la seva tipologia, molt semblant a altres torres fuselleres de la comarca, pot tractar-se d'una construcció del segle xix feta durant les Guerres Carlines. S'han conservat alguns panys de mur amb espitlleres.